# Miguel Pou Becerra
Miguel Pou Becerra (Ponce, 24 d'agost de 1880 - San Juan, 6 de maig de 1968) fou un pintor, dibuixant, i professor d'art porto-riqueny. Juntament amb José Campeche i Francisco Oller és considerat "un dels mestres més grans de Puerto. El seu estil és realista i impressionista. Va fundar l'Escola d'Art de Ponce.
Fill de Juan Bautista Pou Carreras i Margarita Becerra Julbe, va començar a estudiar dibuix i pintura a Ponce sota la tutela de Pedro Clausells i Santiago Meana. El 1898 va realitzar un Bachelor of Arts a l'Institut Provincial de Ponce. Va ser deixeble de Francisco Oller y Cestero. El 1906 va completar el curs de Metodologia de l'ensenyament de dibuix a l'Escola Normal de Hyanis, Massachusetts, Estats Units. El 1919, va fer estudis de pintura a la Art Students League of New York i, el 1935, va iniciar estudis a la Pennsylvania Academy of the Fine Arts.
El 1909, fou director de l'escola Rafael Pujals de Ponce. Es va casar el 1909 amb Ana Valldejuly.
Algunes obres de Pou:
- Los Coches de Ponce [1926)
- La Promesa (1928)
- Mi Hijo Jaime (1927)
- La Catedral de Ponce.